# Edakalinadu
Edakalinadu (ook wel Edaikazhinadu genoemd) is een panchayatdorp in het district Chengalpattu van de Indiase staat Tamil Nadu. 

## Demografie
Volgens de Indiase volkstelling van 2001 wonen er 25.769 mensen in Edakalinadu, waarvan 49% mannelijk en 51% vrouwelijk is. De plaats heeft een alfabetiseringsgraad van 60%. 